# 2-es busz (Fonyód)
A fonyódi 2-es jelzésű autóbusz a Vasútállomás és a Kenyérgyár megállóhelyek között közlekedik. A vonalat a Volánbusz üzemelteti.

## Közlekedése
A járat tanítási napokon közlekedik. Reggelente napi egy körjárat indul az óramutató járásával megegyező irányban.

## Útvonala
| Kenyérgyár– Vasútállomás felé                                                                                |
| --- |
| Vasútállomás – Szent István utca – Kupavezér utca – Fő utca – József utca – Szent István utca – Vasútállomás |

## Megállóhelyei
| 0  | Vasútállomás   | 1 1499, 1506, 1528, 1578, 1579, 1665, 1673, 1723, 1842 5905, 5987, 5988, 6040, 6042, 6043, 6071, 6195, 6196, 6374 |  |
| 2  | Egészségház    | 5987, 6196 |  |
| 3  | DÉDÁSZ         | |  |
| 5  | Fácános        | 5987, 6196 |  |
| 7  | Kenyérgyár     | |  |
| 9  | Háziipar       | 1 |  |
| 11 | Óvoda          | 1 |  |
| 12 | Badacsony utca | 1 1578 6040, 6042                                                                                                 |  |
| 14 | Sportcsarnok   | 1 1578 6040, 6042                                                                                                 |  |
| 17 | Vasútállomás   | 1 1499, 1506, 1528, 1578, 1579, 1665, 1673, 1723, 1842 5905, 5987, 5988, 6040, 6042, 6043, 6071, 6195, 6196, 6374 |  |